# Tunnelvision (Kunstwerk)
Tunnelvision ist die Bezeichnung eines 15,2 m × 22,9 m großen Gemäldes auf einem Gebäude in Columbia, South Carolina, USA.
Das Bild zeigt unter Ausnutzung des Trompe-l’œil-Effekts einen Tunnel, der in eine andere Welt zu führen scheint, wobei die auf dem Gemälde dargestellte Tunnelöffnung so groß dargestellt ist wie ein realer Straßentunnel.
Tunnelvision wurde vom Künstler Blue Sky kreiert. Trotz seines realistischen Erscheinungsbildes und der Lage auf einem Parkplatz kam es noch zu keinem Unfall.